# Le Journal de Québec (diari)
Le Journal de Québec (del francès, El Periòdic del Quebec) és un periòdic diari distribuït al Quebec i a les regions dels voltants.
Juntament amb Le Soleil, forma l'un dels diari més llegits del Quebec. S'edita en llengua francesa, té caràcter generalista, fou creat l'any 1967 per Pierre Péladeau on es va imprimir al principi a Montreal. Actualment és propietat del grup Sun Media (Quebecor Media) i acostuma a ser titllat com a tabloide per les seves portades i títols sensacionalistes.